# محمود جمال
محمود جمال، كاتب ومخرج مسرحي، يعرف بكونه كاتبا مسرحيا مثيرا للجدل نظرا لما تتوجه إليه نصوصه المسرحية حول قضايا الحرية والديمقراطية والفكر ضمن أعماله المسرحية التي حققت نجاحات متباينة على خشبة مسرح الدولة والمستقل، ومن ناحية أخرى لمواقفه التي دائما ما تحدث نوعا من الصدمة، كاعتراضه في حفل ختام المهرجان القومي للمسرح المصري في دورته العاشرة على حجب جائزة أفضل مؤلف، الأمر الذي أوقف الفنانة فردوس عبد الحميد عن مواصلة إعلان الجوائز.
حصل الحديني على الكثير من الجوائز، منها جائزة التأليف بالمهرجان القومي للمسرح ثلاث مرات، وكذلك حصل على جائزة الدولة التشجيعية في التأليف، وجائزة ساويرس في التأليف.

## مشواره
في عامه الدراسي الأول بكلية تجارة جامعة عين شمس عام 2001، سمعّ ''محمود جمال'' عن وجود نشاط مسرحي داخل المكان، فكان لديه شغف خاص بالفن، دفعه إلى الذهاب لفريق المسرح للسؤال عن إمكانية انضمامه إليهم، ثم أفسح لنفسه مساحة في الفريق بموهبته وأخرى في عالم المسرح امتدت لسنوات. بدأ التأليف منذ عام 2005 حينما تولى مسؤولية فريق المسرح بكلية تجارة عين شمس، كان وقتها يستعد لعمله الأول كمخرج، قبل أن يقرر أن يخوض تجربة الكتاب، وقد تعدت أعماله أكثر من 33 عملا.
بعد عرض ''إنهم يعزفون''، واجه ''الحديني'' موجة كبيرة من المدح، المسرحية ذاع صيتها سريعا في المسرح الجامعي، ثم أنتج في العام التالي مسرحيتي ''إبليس'' و''هانبيال''، حصلت الأخيرة على أفضل عرض مسرحي في مهرجان المسرح الجامعي وجائزة أفضل مؤلف مسرحي.
في 2007 كان الأمر قد حُسم لديه، فقرر التفرغ للكتابة، وفاز بالعديد من الجوائز خلال مشواره الفني. قدره الدائم بفعل موهبته ''كتبت مبنحلمش وحصلت على جائزة أفضل مؤلف في المهرجان العربي للمسرح'' ثم نفس الجائزة عن مسرحيتي ''مدينة التلج'' و''البروفة'' عن نفس المهرجان في عام 2008 التي شهدت فوزه بجائزة ''تيمور'' عن نص ''هانبيال'' ونشرها في الهيئة العامة للكتاب.
توقف عن كتابة أي نصوص جديدة خلال سنتين، حيث كان يقضي الخدمة العسكرية، قبل أن يعود في نهاية عام 2010 بعمله ''اليوم الآخير''، ثم ''1980 وأنت طالع'' في 2011 الذي لاقى نجاحا مقبولا عند عرضه بشكل محدود، ثم ''هنكتب دستور جديد'' في العام التالي التي منحته جائزة الدولة التشجيعية قبل أن يتم عامه الثلاثين، وطوال الوقت كان يساعد الكاتب الشاب زملائه في مسرح الجامعات المختلفة بالعديد من النصوص المسرحية.
خلال مهرجان المسرح القومي 2013، قدم عرض ''1980 وأنت طالع''، وفوجيء المؤلف الصاعد بفوزه بجائزة أفضل نص مسرحي، فيما حاز العرض على جائزة المهرجان وأفضل عمل جماعي وحصد مخرجه محمد جبر جائزة أفضل مخرج صاعد.
في بدايات 2014 كان منشغلا طوال الوقت بأعمال جديدة، 4 مسرحيات دفعة واحدة مطلوبة منه لمناسبات عدة، «الغريب» لمسرح الهناجر، و«سندريلا» لمسرح الجامعة، و«الغرفة» و«على رصيف القطار» على مسارح الدولة. لكن بعد الانتهاء من كتابتهم لم تُنفذ واحدة، مهرجان المسرح تم إلغاؤه، والغريب تم رفضها من قبل مدير مسرح الهناجر ''هشام عطوة'' لكونها سياسية. أُصيب محمود جمال بنوبة مؤقتة من الإحباط بعد إلغاء كافة أعماله، لكنه لم يتوقف عن الكتابة، انتقل إلى عالم الرواية بعمله ''إيريوس''، ثم أعيد عرض مسرحية «1980 وأنت طالع»، ففوجئ الفريق بانتشار اسم العمل في وسائل الإعلام وتزايد أعداد الجمهور يوما بعد يوم، وقد حدث هذا النجاح الكبير في توقيت كان قاسيا على الكاتب الشاب. استمر عرض ''1980 وأنت طالع'' طوال عام 2015، مع تجديد شملّ 50 % من النص المسرحي، انطلق العرض إلى المغرب في مهرجان للمسرح فنجح في اقتناص جائزة أفضل فريق جماعي، قبل أن يعود ليستكمل من جديد بنفس القَدر من النجاح.

## الجوائز
- 2006: جائزتي أفضل عرض مسرحي وأفضل مؤلف مسرحي في مهرجان المسرح الجامعي عن عرض هانيبال.[6]
- 2013: جائزة الدولة التشجيعية عن العرض المسرحي «هنكتب دستور جديد».[7]
- 2013: جائزة أفضل نص مسرحي في المهرجان القومي للمسرح المصري عن مسرحية «1980 وأنت طالع».[6]
- 2015: جائزة «فتحية العسال» لأفضل نص مسرحي ضمن فعاليات الدورة الثامنة المهرجان القومي للمسرح المصري عن مسرحية «الغريب».[6][8]
- 2017: جائزة أفضل عرض مسرحي عن مسرحية «يوم أن قتلوا الغناء» في المهرجان القومي للمسرح المصري.[9]
- 2018: جائزتي أفضل نص كتب خصيصا للمسرح عن عرض«سجن اختياري» لفرقة كلية الهندسة بجامعة القاهرة، وأفضل نص درامي كتب خصيصا للمسرح لعرض «سر العودة»، في في الدورة الـ«11» للمهرجان القومي للمسرح المصري.[1]
- 2019: جائزة أفضل نص مسرحي، عن نص مسرحية «سينما 30» ضمن حفل توزيع جوائز ساويرس الثقافية.[10][11][12]
- 2020: جائزة أفضل مؤلف عن عرض مسرحية «سينما 30» بمهرجان «آفاق مسرحية» في دورته السادسة.[13]

## الأعمال
- 2005: مسرحية «إنهم يعزفون»، تأليف.[1]
- 2011: هنكتب دستور جديد، دراماتورج[14]
- 2012: مسرحية سر العودة، تأليف.[1]
- 2012: مسرحية سبارتاكوس، تأليف.[1]
- 2012: 1980 وإنت طالع، تأليف[15]
- 2015: مسرحية اليوم الأخير، تأليف[16]
- 2015: مسرحية الغريب، تأليف.[6]
- 2015: مسلسل من الجاني؟ ، معالجة درامية[14]
- 2016: فيلم رحمة، سيناريو وحوار وإنتاج[14]
- 2017: مسرحية يوم أن قتلوا الغناء، تأليف.[14]
- 2017: مسرحية مدينة التلج، تأليف[14]
- 2017: مسرحية سينما 30، تأليف وإخراج[14]
- 2017: مسرحية الغرفة، تأليف.[17]
- 2017: مسرحية ساحر الحياة، تأليف.[18][19][20]
- 2018: مسرحية سجن إختياري، تأليف.[1]
- 2019: مسرحية بيت الأشباح، تأليف وإخراج.[5]